# Lonicera canadensis
Жимолость канадська (Lonicera canadensis) — вид рослини родини жимолостеві.

## Назва
В англійській мові має назву «мушина жимолость» (англ. fly honeysuckle).

## Будова
Прямостоячий кущ з гладкими червоними гілками, овальними запушеними листками. Трубчасті пониклі квіти блідо жовтого кольору з'являються пізньою весною. Запилюється колібрі та метеликами. Плодоносить характерними подвійними ягодами.

## Поширення та середовище існування
Зростає у лісах в Канаді та на півночі США.

## Галерея

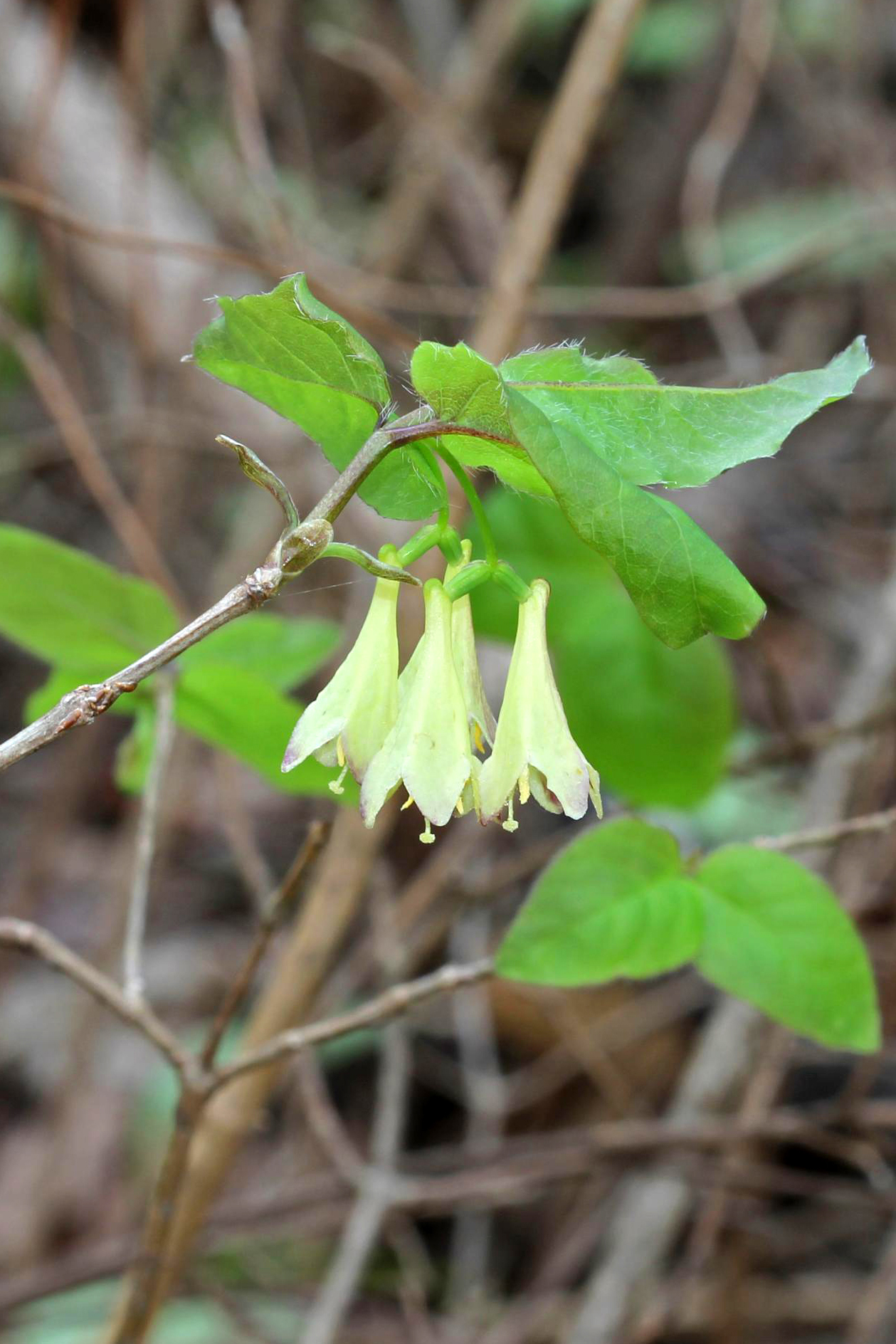
Квіти
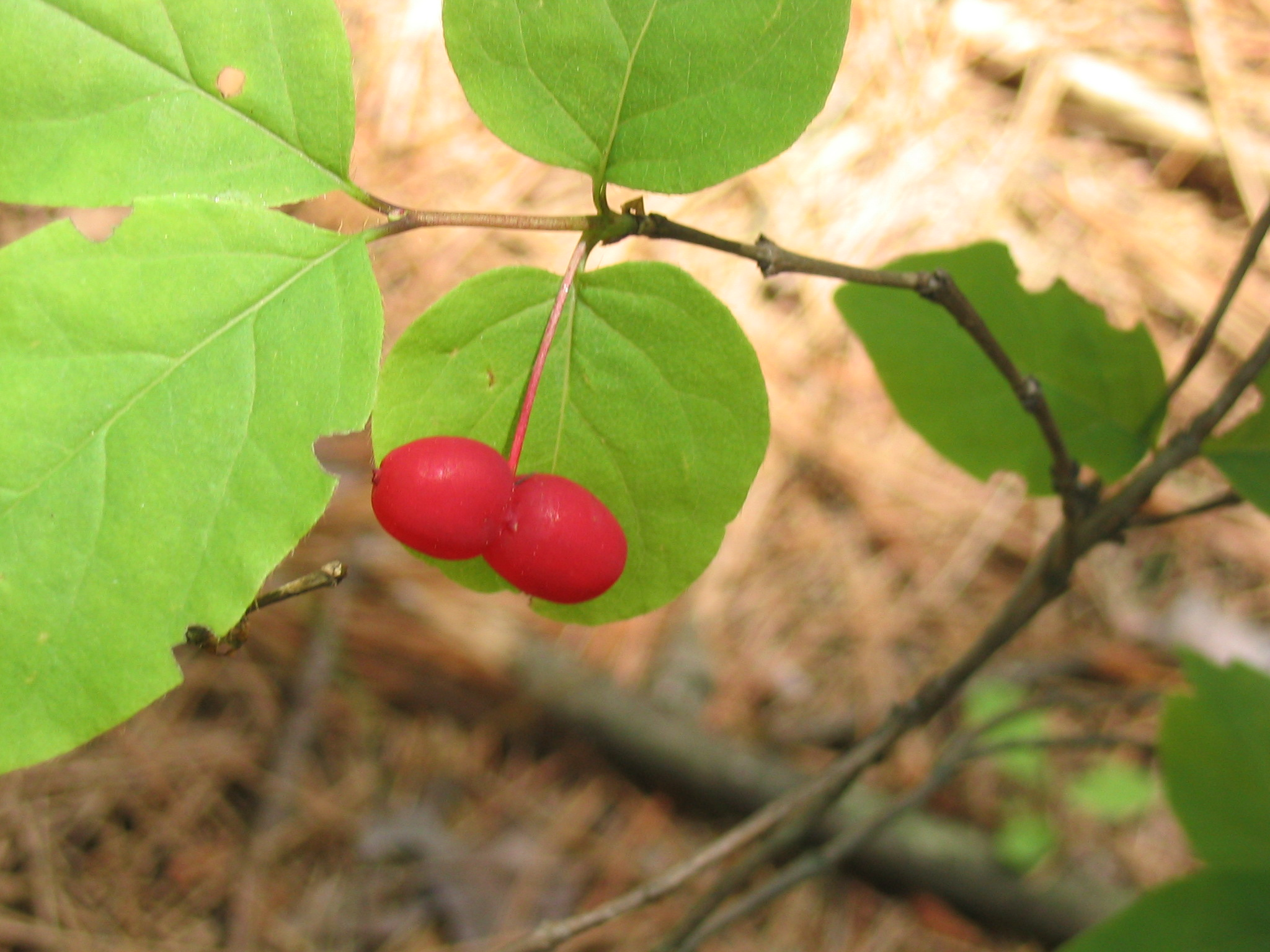
Плоди
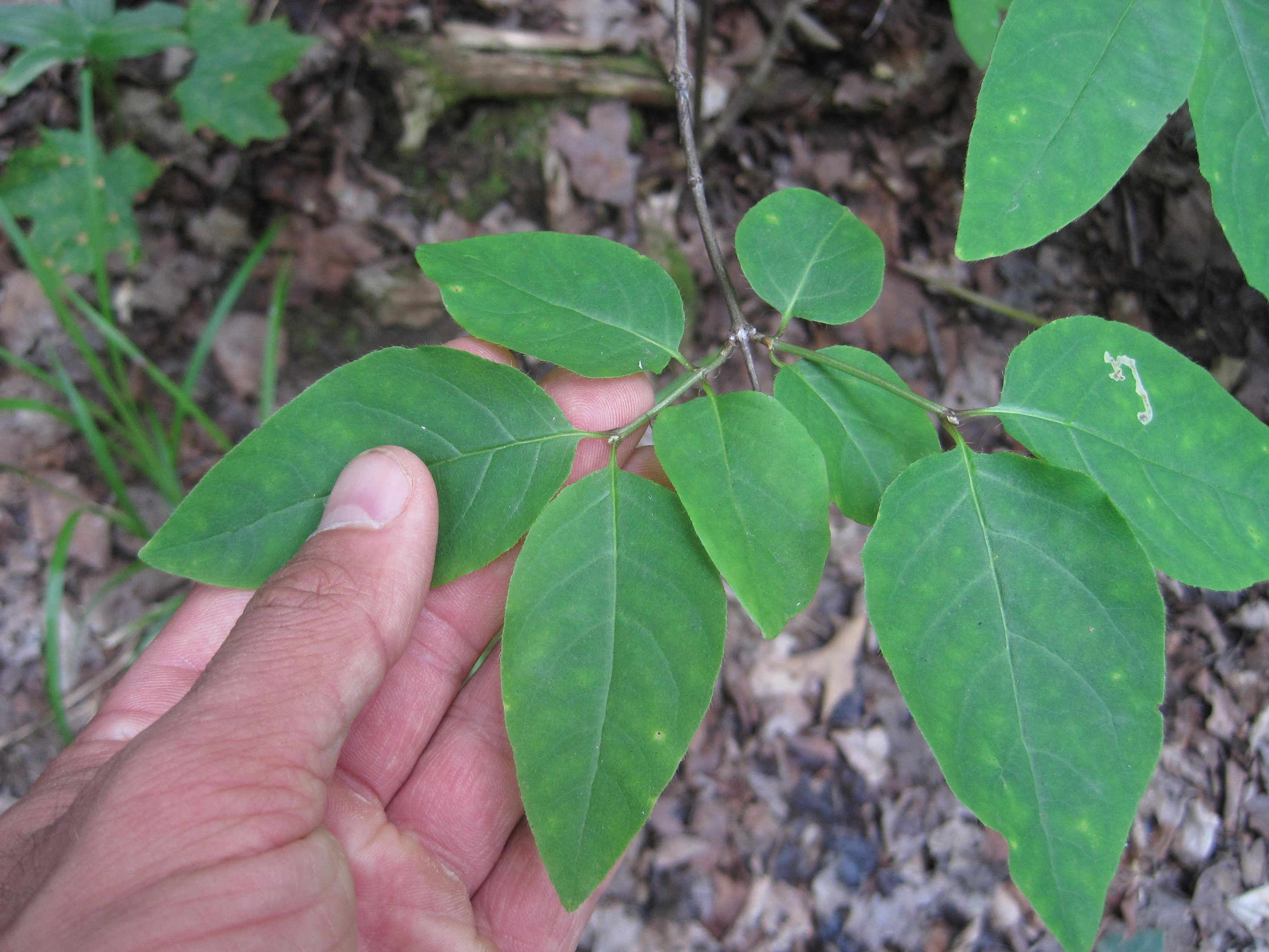
Листя